# Silnice a mosty Dobřany
Silnice a mosty Dobřany, k.s. (do 11. ledna 2023 BÖGL a KRÝSL, k.s.) je stavební společnost, která se zaměřuje na stavby dopravní infrastruktury a inženýrské stavby.
Společnost je mediálně známá kvůli spadlým mostům, na jejichž stavbě se podílela:
- v srpnu 2008 ve Studénce, kde pád mostu způsobil železniční nehodu s 8 mrtvými a 95 raněnými
- u Kuriman na Slovensku,[3][4]
- ve Vilémově u Golčova Jeníkova, při jehož pádu zemřeli 4 lidé.[5] Podle starosty Vilémova se most při rozebíracích pracích zlomil v polovině a spadl.[6] Podle místních obyvatel stál mimo most bagr, který odhrnoval od pilířů zeminu.[7] Podle mluvčí krajského úřadu se do poslední chvíle před uzavřením mostu po něm jezdilo a nebyl s ním problém.[8]

Soudní spor proti zaměstnancům společnosti kvůli nehodě u Studénky se vleče od roku 2008, do roku 2014 nebyl nikdo odsouzen. Obě firmy, které most budovaly, Bögl a Krýsl a ODS Dopravní stavby (nyní Eurovia), vidí příčinu pádu u té druhé.